# Wauxhall (danssalong)
Wauxhall var en danssalong vid Första Långgatan i stadsdelen Masthugget i Göteborg mellan 1927 och 1982.

## Historia
Verksamheten startade 1927, då endast som en dansskola, men blev två år senare ett traditionellt dansställe. Här spelade Åke Fagerlund med sin orkester under de första åren. Efter att Fagerlund tog över dansmusiken på Liseberg, kom Sam Samson in 1931 med Malte Johnson (från hösten 1935) i sin orkester som saxofonist under det sista året. Johnson blev 1936 kapellmästare på Wauxhall och efterträddes 1942 av Sven Sjöholm, tidigare trumpetare i Johnsons orkester. Han har kapellmästarrekordet på Wauxhall, fram till 1951. Kenneth Fagerlund tog över dansen och jazzen 1952. Fagerlunds repertoar medförde att Wauxhall snart fick ett rykte som en jazzens högborg, närmast likt Nalen i Stockholm.   
Bland världsnamn som framträtt på Wauxhall, kan nämnas Rex Stewart och musiker ur Duke Ellingtons, Count Basies, Jimmie Luncefords orkestrar. Bland andra musiker som spelat där gratis för spelglädjens skull kan nämnas Teddy Wilson, Toots Thielemans, Clifford Brown, Dizzy Gillespie, Woody Herman, Buddy DeFranco, Lee Konitz, Stan Kenton, Zoot Sims, Teddy Wilson med flera. Ett legendariskt jam var på hösten 1953 med Art Farmer, Quincy Jones och Clifford Brown. Bengt Hallberg räknar den natten till en av sina stora musikupplevelser. Han började spela på Wauxhall 1952.
Malte Johnson om Wauxhall:
"Jag visste inte så mycket om stället men namnet lät spännande. Det var en väldigt trevlig och bra lokal, gemytlig och intim. 450 personer fick plats. Där fanns en estrad med dansgolv framför och en läktare mitt för estraden. Även på läktaren fanns en liten dansplatta," och "Den största upplevelsen var nog den gången 1938 när Jimmy Lunceford hoppade in i bandet. Det går t.o.m utanpå Ellingtons besök."
Orkestern spelade även då det var dansskola på Wauxhall, ett par dagar i veckan. Signe Cegreller, som ägde och drev Wauxhall, undervisade i sällskapsdans sedan många år. Eftersom ungdomen då verkligen ville lära sig danserna ordentligt, var dansskolor vanliga. För att bli insläppt på torsdagsklubben, som endast var för medlemmar, krävdes det smoking. Denna publik kom till Wauxhall i bilar, men vågade inte parkera utanför på gatan, eftersom alla inte ville visa att de gick på Wauxhall. Det ansågs inte riktigt fint. Den yngre publiken kom på fredagarna, många var elever från dansskolan. Andra dagar var det mera en mellanpublik. 
Kaffe och läskedrycker serverades samt smörgåsar. Ingen alkohol serverades, och åldersgränsen var 18. Pojkarna var vattenkammade och bar kostym och slips. Flickorna var prydligt klädda i klänning. Foxtrot och vals var de vanligaste danserna, men även tangon kom starkt.
Torsdagsklubben innebar att smoking gällde för att komma in.
Eftersom det förelåg en omfattande nyplaneringsombyggnad av hela området där Wauxhall låg, och hamnen med sin verksamhet behövde mer plats, borde trähuset vara rivet redan på 1940-talet. År 1956 såldes huset till Länkarna och ännu 1982 stod huset kvar, men är numera rivet.
Mittemot detta Wauxhall – även det på Första Långgatan – fanns fram till 1906 ett annat dansställe och värdshus med samma namn, Vauxhall.
Innan han hade blivit europamästare, sjöng boxaren Ingemar Johansson på Wauxhalls scen. Han tillhörde stammisarna, och istället för ett gage ville "Ingo" ha ett frikort till Wauxhall.

## TV-inspelningar
Under 1970 sände Sveriges television en serie om fyra teveprogram från Wauxhall, första programmet sändes den 27 maj och sedan tre program i juli. Den stora stjärnan i programmen var tenorsaxofonisten Stan Getz. "Leading lady" var Sonya Hedenbratt, som också startade sin karriär (med kapellmästare Sven Sjöholm) och gjorde radiodebut på Wauxhall. Programmen producerades av Gunnar Möllerstedt och Rune Rustman på Göteborgs-TV.